# Sin rencor
"Sin rencor" ("Sem rancor") foi a canção espanhola no Festival Eurovisão da Canção 1997 que teve lugar em Dublin, na Irlanda, em 3 de maio desse ano.
A referida canção foi interpretada em castelhano por Marcos Llunas. Foi a décima canção a ser interpretada na noite do evento (a seguir à canção italiana "Fiumi di parole", cantada por Jalisse e antes da canção alemã "Zeit", interpretada por Bianca Shomburg). A canção espanhola terminou a competição em sexto lugar, tendo recebido um total de 96 pontos. No ano seguinte, em 1998, a Espanha foi representada por Mikel Herzog que interpretou o tema ¿Qué voy a hacer sin ti?".

## Autores
- Letrista: Marcos Llunas
- Compositor: Marcos Llunas|
- Orquestrador: Toni Xuclà

## Letra
A canção é uma balada com Llunas despendido-se de uma relação amorosa que chegou ao fim. Diz que foram belos momentos passados e foram dias felizes. Pede á sua anterior amante para que não guarde rancor dele, porque o que haverá sempre entre eles, não pode haver rancor.